# 甲斐田幸
甲斐田幸（日语：／ Kaida Yuki，11月30日—），為日本女性聲優。出身於東京都。過去隸屬於Toritori Office，現在是自由身。

## 人物
- 因演出《HUNTER×HUNTER》的酷拉皮卡而一躍成名，之後又因演出《網球王子》的不二周助獲得了好評，從此確立扮演少年角色的良好聲譽。
- 年齡應介於竹內順子和鄉田穗積之間；比竹內年長但比鄉田年輕。（某廣播節目上發言說和小野坂昌也為同代。）
- 在官方網站沒有公開自己的出生年，但是她有公開說年齡在置鮎龍太郎之上[1]。
- 高校時為提高科學成績而隸属科學部，在某廣播節目中提及也曾隸屬羽毛球部。
- 高校畢業後入讀國際大學，專攻音樂劇。畢業時同校男友決定先行回國，出發當日到機場送別，回程途中獨自一人在車中流淚。
- 雙親家是私塾學校，数年前因火災全毀。
- 能講熟練英文，也能說簡單的法語和中文。
- 得知中文圈把她的名字譯為「甲斐田雪」，在Twitter正名應是「幸」[2]。
- 兄長的生日是11月14日。
- 愛犬的名字是“BIBIAN”（ビビアン）。
- 聲優麦人是小學和中學的學長。
- 和她利用同一個鐵路車站的置鮎龍太郎稱她為「伯母」，但是她本人並不喜歡被如此稱呼。
- 由於名字和甲斐田裕子只差一個字，所以兩人經常被搞混。

## 演出作品
※主要角色以粗體顯示

### 電視動畫
- 小魔女Doremi（谷山将太之母）
- 甜心戰士（ホワイトパンサー）
- 網路安琪兒（阿倍、フィーナ、瞬之母）
- 魔法少年賈修（エシュロス）
- 數碼寶貝最前線（ゴマモン）
- 電腦冒險記（倉知ショウ、カロン）
- 飛天小女警（ファムファタル）
- 我要上太空（鈴木秋）
- 咕嚕咕嚕魔法陣（ククリのママ）
- 義呆利（Axis Powers hetalia）（中國／王耀、台灣）

1998年
- 可吉可吉（姬美子、佩羅的母親、可樂助的母親、手錶、護士）

1999年
- 仙界傳 封神演義（容）
- 舊獵人（酷拉皮卡）
- Seraphim Call（三条ルル）
- 名偵探柯南（第138、139話 友里百合子）
- 花天使天天（山吹班長、茜田的母親）

2001年
- 花右京女侍隊（花右京太郎）
- 網球王子（不二周助、不二由美子）
- 戀愛占卜師（辛西亞）

2002年
- 爆闘宣言ダイガンダー（リューグ）
- 戰鬥陀螺（オズマ）

2003年
- 妮嘉尋親記（克莉湯姆、T.J、米雷優·莫羅、阿朗的朋友、貴婦人、女友、秘書）
- 蒲公英之戀（大地〈少年時代〉）
- .hack（凰花）

2004年
- 花右京女侍隊La Verite（花右京太郎）
- 勇午（真理子）
- 陸奥圓明流外伝 修羅の刻（雪姫）

2005年
- 神樣中学生（西村受）
- 涼風（藤川綾乃）
- 絕對少年（真壁正樹）
- 洛克人（ダーク・キリサキ）
- パタリロ西遊記（パタリロ（孫悟空））
- 次元艦隊（藝妓、老闆娘）

2006年
- 死神的歌謠（浅野水月）
- 少年陰陽師（安倍昌浩）
- 009-1（ビリー）
- 新哆啦A夢（スネツグ）
- 光之美少女Splash Star（星野静江）
- 犬神！（川平薫）
- 雙面騎士~Le Chevalier D'Eon~（瑪麗）
- 流星洛克人（雙葉司）

2007年
- 花铃的魔法戒（烏丸霧火）
- 彩雲国物語（璃櫻(リオウ)）
- Saint Beast～光陰叙事詩天使譚～（副神官長卡珊德拉）
- 現視研2（安琪拉‧巴頓）
- 飛天小女警Z（小拓）

2008年
- 破天荒遊戲（村長的兒子）
- 波菲的漫長旅程（波菲拉斯(波菲)‧帕特格斯）
- 鶺鴒女神（焔、篝）
- 狂亂家族日記（ドリンダ）

2009年
- 女王之刃（不败的佣兵 艾基德娜）
- 海貓悲鳴時（噶普）
- 寶石寵物（七瀨晃、紅玉小百合、貝莉朵）

2010年
- 鶺鴒女神〜Pure Engagement〜（焔、篝）
- 閃電十一人（洛可可、聖）
- 寶石寵物 Twinkle☆（佩麗德特、櫻萬里繪、老婆婆）
- 新哆啦A夢（麥克風機器人）

2012年
- 新網球王子（不二周助）
- ZETMAN（天城高雅〈小孩時代〉）
- 少年同盟（淺羽悠太）

2013年
- 八犬傳－東方八犬異聞－ 第2期（成村章彥）

2014年
- 影子籃球員 第二季（亞列克斯·賈西亞）
- 我們大家的河合莊（篠原妙）
- 目隱都市的演繹者（Kido的姐姐、幼年Kano）
- ALDNOAH.ZERO（費米安）
- 前進吧！登山少女 Second Season（珍妮佛）

2015年
- Go！Princess 光之美少女（洛克／庫洛洛）
- 黑子的籃球 第三季（亞列克斯·賈西亞）

2016年
- 銀魂°（桂〈少年〉）
- 神裝少女小纏（皇詩織[3]）
- 航海王（迪賽亞）

2017年
- 帶著智慧型手機闖蕩異世界。（琥珀[4]）

2020年
- 奇幻☆怪盜？（富野澤登美子）
- 高校之神（審判員O）

2021年
- 名侦探柯南（赤井秀吉〈童年〉）

2022年
- 史上最強大魔王轉生為村民A（莉迪亞[5]）
- 新網球王子 U-17 世界盃（不二周助）
- 前進吧！登山少女 Next Summit（外國人女性）
- 明日方舟 黎明前奏（博士[6]）
- POP TEAM EPIC（第2期）（PIPI美〈第5話A段〉）

2023年
- 明日方舟 冬隱歸路（博士[7]）

2025年
- 明日方舟 焰燼曙明（博士[8]）

### OVA
- 動畫古典文學館（平時子）
- Southern Wind（卑彌呼）※處女作
- 網球王子Original Video Animation 全国大会篇（不二周助）
- HUNTER×HUNTER（酷拉皮卡）
- 浪客劍心- 星霜篇（緋村劍路）

### 劇場版動畫
- 尋母三千里（母親A）
- 劇場版 網球王子 二人武士The First Game（不二周助、參加派對的女性）
  - 劇場版 テニスの王子様 跡部からの贈り物 君に捧げるテニプリ祭り（不二周助、不二由美子）

### Web動畫
- 義呆利 Axis Powers（中国（王耀）、旁白、台灣、座敷童子、亞瑟身旁的綠色精靈、花蛋、摩納哥〈貓〉）

### 廣播劇CD
- AZU的廣播劇
  - 早起的爺爺之歌
  - 沒有去的大阪之歌
  - 附近的動物之歌
  - 雨男之歌
  - 想變成孩子時期之歌
  - 最近在意之歌
  - 狐狸先生之歌
  - 阿斯拉吉高級中學之歌
  - 啊御堂筋線之歌
  - 小寶寶之歌
  - 生日之歌
  - 猜拳之歌
- 少年同盟（淺羽悠太）

### 遊戲
- 異度神劍（力奇、芭涅雅）
- 超級機器人大戰GC（月城飛鳥）※代役
- Star Ocean the Second Story（セリーヌ・ジュレス、レオン・D・S・ゲーステ）
- 數碼獸保衛者（リリスモン）
- 網球王子系列（不二周助）
- 少年陰陽師 翼よいま天へ還れ（安倍昌浩）
- 新神奇傳說三~Farland Symphony~（賽雅）
- 美德傳奇（アスベル・ラント（幼少期））
- 數碼暴龍世界：再數位化（久我裕也）
- 籠中的艾莉希絲（薇薇）
- 神影萬花鏡 時空約定 （茨木）
- 穿越時空的貓 (クラルテ)
- 寶可夢大師（梅麗莎）

## 外部連結
- （日語）http://6816.teacup.com/yukkie/bbs? （页面存档备份，存于）
- （日語）甲斐田幸的X（前Twitter）